# Alfabeto nucerino
Il cosiddetto alfabeto nucerino è rappresentato da una serie di segni incisi o graffiti (in direzione sinistrorsa) su reperti vascolari provenienti da diverse località della Campania, soprattutto necropoli. Benché le iscrizioni più antiche provengano da Vico Equense, esso è noto con il nome di alfabeto nucerino in quanto la prima attestazione arriva da un oinochoe in bucchero proveniente da una necropoli di Pareti, nei pressi del teatro ellenistico-romano di Nuceria. La lingua parlata dagli scrittori di questo alfabeto era l'osco, lingua indoeuropea del gruppo osco-umbro.

## L'alfabeto
I caratteri dell'alfabeto nucerino, nelle diverse varianti grafiche attestate:
La datazione, resa possibile attraverso l'attribuzione cronologica dei reperti vascolari sui quali i segni sono attestati, inquadra la diffusione di questo alfabeto intorno al VI-V secolo a.C.
L'alfabeto nucerino è una derivazione diretta dell'alfabeto osco. Tuttavia l'originalità è nel nuovo segno attribuito alla sibilante /s/, dovuto con molta probabilità dalla necessità ad un adattamento fonetico, nella sua particolare conformazione "ad alberello". Un'altra particolarità di questo alfabeto, sta nella presenza di segni simili a due “I” parallele o più lunghe nelle iscrizioni, quali separatori di parole, ma talvolta anche all'inizio ed alla fine della frase. Inoltre, questo tipo di scrittura ruota le lettere di 90° rispetto al normale ductus che è sinistrorso.

## Attestazioni delle iscrizioni in alfabeto nucerino
I siti in cui sono state rinvenute iscrizioni in alfabeto nucerino sono: 
- Nocera Superiore
- Vico Equense
- Sorrento
- Alfedena
- Pontecagnano
- Stabia
- Nola
- Suessula

## Le iscrizioni
Le iscrizioni più complete (Nocera Superiore e Vico Equense) riguardano attestazioni di possesso dei vasi sui quali sono apposte: 
- / rufies / / pafieis // ("[sono] di Rufio [figlio] di Pafio", da Vico Equense).[4]
- / efies / / esum // ("sono di Efio", da Vico Equense);
- / bruties / / esum // ("sono di Bruto", da Nocera).

Sono attestati genitivi sia in –es che in -ies. Le epigrafi testimoniano inoltre l'esistenza della forma arcaica del verbo  sum in esum citata da Varrone nel De lingua latina libri XXV, ma mai attestata prima (per questo messa anche in dubbio, in passato, dagli studiosi).

## Galleria d'immagini

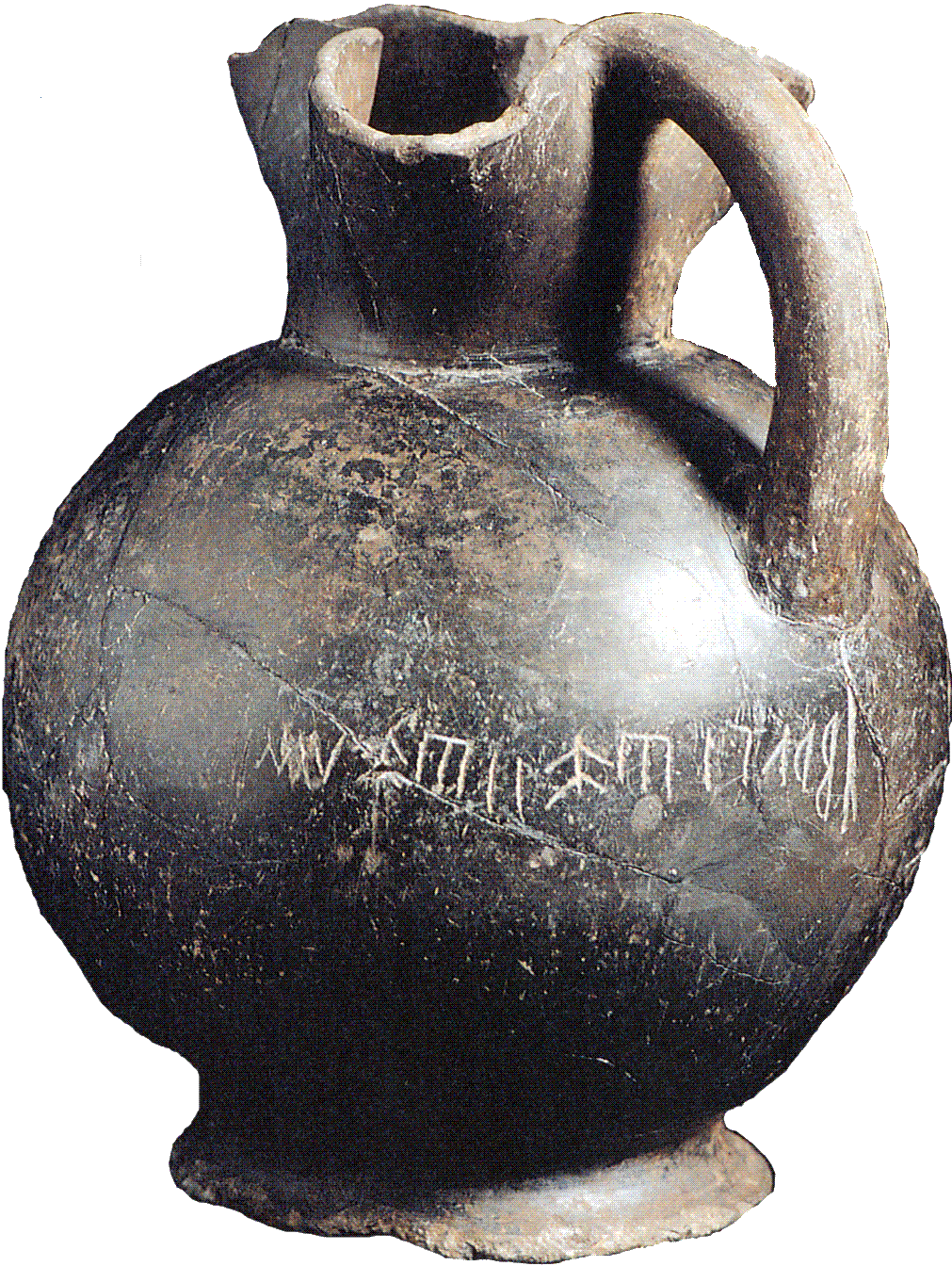
L'oinochoe di Nocera Superiore
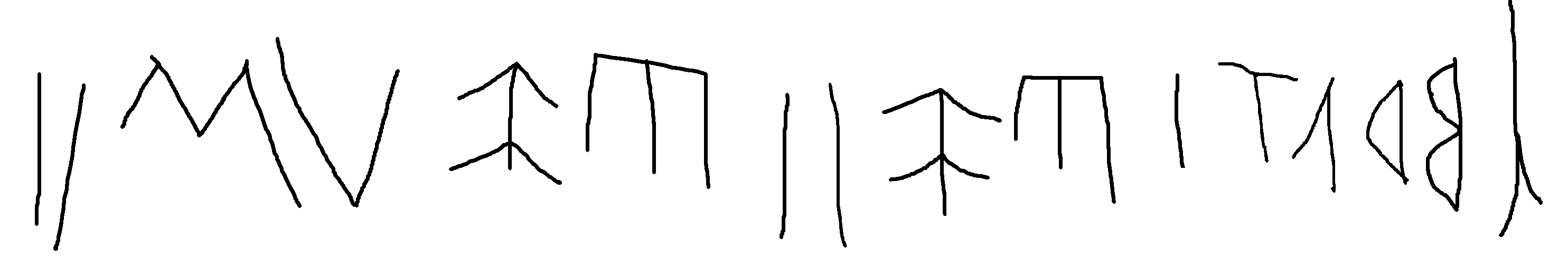
Il Bruties esum